# 2012–2013-as magyar gyeplabdabajnokság
A 2012–2013-as magyar gyeplabdabajnokság a nyolcvanharmadik gyeplabdabajnokság volt. A bajnokságban öt csapat indult el, a csapatok két kört játszottak.
A Rosco SE új neve Soroksári HC lett.

## Tabella
| #  | Csapat           | M | Gy | D | V | G+ | G- | P  | Megjegyzés     |
| -- | ---------------- | - | -- | - | - | -- | -- | -- | -------------- |
| 1. | Soroksári HC     | 8 | 6  | 2 | 0 | 51 | 8  | 19 | 1 pont levonva |
| 2. | Építők HC        | 8 | 4  | 3 | 1 | 23 | 12 | 15 |                |
| 3. | Olcote HC        | 8 | 4  | 3 | 1 | 19 | 14 | 14 | 1 pont levonva |
| 4. | Soroksári HC II. | 8 | 1  | 0 | 7 | 4  | 31 | 3  |                |
| 5. | Szt. László DSE  | 8 | 1  | 0 | 7 | 9  | 41 | 3  |                |

* M: Mérkőzés Gy: Győzelem D: Döntetlen V: Vereség G+: Ütött gól G-: Kapott gól P: Pont